# Henri le vert (film)
Pour l’article homonyme, voir Henri le vert.
Pour plus de détails, voir Fiche technique et Distribution.
Henri le vert est un film suisse réalisé par Thomas Koerfer et sorti en 1994.

## Fiche technique
- Titre : Henri le vert
- Réalisation : Thomas Koerfer
- Scénario : Thomas Koerfer, Peter Müller, Barbara Jago, d'après le roman de Gottfried Keller
- Photographie : Gérard Vandenberg
- Costumes : Monika Jacobs
- Décors : Jan Schlubach
- Son : Johnny Dubach et Jean-Paul Loublier
- Montage : Marie-Josèphe Yoyotte
- Musique : Bruno Coulais
- Société de production : Condor Films (Zürich)
- Pays de production :  Suisse,  France et  Allemagne
- Durée : 110 minutes
- Date de sortie : France - 12 janvier 1994[1]

## Distribution
- Thibault de Montalembert : Henri le vert
- Andreas Schmid : Henri le vert jeune
- Florence Darel : Anne
- Assumpta Serna : Judith
- Dominique Sanda : la mère
- Paul Burian : le professeur
- Arno Chevrier : Lys
- Nadja Uhl : Agnès